# Seznam velvyslanců Itálie v Česku

Státní znak Itálie

Toto je seznam velvyslanců Itálie v Československu a samostatném Česku od navázání diplomatických styků v roce 1919 po současnost. Zastupitelský úřad - Italské velvyslanectví sídlí v historickém paláci Kolovratů v Nerudově ulici na Malé Straně v Praze 1.

## Seznam velvyslanců
Seznam velvyslanců s datem uvedení do funkce

### Československo
- Mario Lago 18. ledna 1919
- Antonio Chiaramonte Bordonaro 4. ledna 1920
- Bonifacio Pignatti Morano di Custoza 28. února1924
- Gabriele Preziosi 1. července 1926
- Luigi Vannutelli Rey 22. března 1928
- Orazio Pedrazzi 14. listopadu 1929
- Guido Rocco 25. srpna 1932
- Domenico de Facendis 26. července 1935
- Francesco Fransoni 12. června 1938
- Alfonso Tacoli 6. března 1946
- Francesco Paolo Vanni d’Archirafi 18. listopadu 1948
- Augusto Assettati 28. května 1952
- Manlio Castronuovo 27. listopadu 1954
- Luigi Silvestrelli 10. května 1957
- Enrico Aillaud 22. července 1959
- Andrea Ferrero 27. září 1962
- Remigio Danilo Grillo 24. října 1964
- Vittorio Winspeare Guiccardi 31. října 1966
- Nicolò Di Bernardo 30. dubna 1968
- Agostino Benazzo 18. února1971
- Pierlorenzo Crovetto 16. března 1973
- Giovanni Falchi 7. června 1976
- Carlo Albertario 8. ledna 1978
- Giovanni Paolo Tozzoli 4. září 1981
- Giulio Bilancioni 29. července 1985
- Giovanni Castellani Pastoris 16. května 1988

### Samostatné Česko
- Francesco Olivieri 22. dubna 1992
- Maurizio Moreno 8. dubna 1996
- Paolo Faiola 1. července 1999
- Giorgio Radicati 1. července 2003
- Fabio Pigliapoco 15. ledna 2007
- Pasquale d’Avino 13. června 2011
- Aldo Aamati 16. října 2014
- Francesco Saverio Nisio 22. října 2018
- Mauro Marsili 30. září 2021